# 文晸赫
文晸赫（羅馬化：Moon Jeong Hyuk），藝名Eric（韓語：에릭，1979年2月16日—），韓國男歌手、男演員及音樂製作人，是男子組合神話的成員，擔任隊長，是第3位加入的成員。出生於南韓，小學畢業後全家移民到美國加州橘郡。2006年因戲劇意外車禍導致腰椎盆突出而休養8星期，2008年放棄美國國籍，因腰椎和視力問題，只能以替代役完成兵役。
因為透過tvN綜藝節目《三時三餐》漁村篇第三季得糧島篇，在節目中展現近100道橫跨中、韓、西、日式料理且精湛的廚藝，而有料性男（性感且擅長料理的男人）的美稱。
2017年7月1日與韓國女演員羅惠美結婚。
2022年8月，韓媒報導其妻子羅惠美已懷孕。 2023年3月1日，長子誕生。

## 基本訊息

### 经纪公司
1998年-2003年 S.M.Entertainment　
2003年-2011年 Good Entertainment　
2003年-2013年 Topclass Entertainment
2013-至今 SHINHWA Company（神話公司）管理團體活動
- 神话公司（Shinhwa Company）是Eric旅行时产生的构想，并最终实现。于2011年8月1日成立，由队长Eric和李玟雨共同担任法人代表全面引领神话集体活动，其他成员参与股份投资。

2014年-2018 E&J Entertainment
- E&J Entertainment是與一同工作10年的經紀人李宗玄（人稱大總管）共同創設以管理ERIC個人活動。2013，兩人與Topclass分道揚鑣后，一同創設。

2019 TOP MEDIA

### 個人演藝活動相關
2007年起，Eric的個人經紀約交予Good Entertainment旗下的子公司Topclass Entertainment管理，但Eric的所屬權仍然由Good Entertainment所持有。
2013年年底，Eric與Topclass Entertainment約滿離開，同时也卸任了该公司旗下女团Stellar的制作人身份。
2014年5月26日，Eric宣佈與合作十年以上的經紀人李宗炫成立E&J Entertainment，二人皆為公司共同代表，而成立經紀公司目的是為了處理個人活動事務，同時確定演出KBS2月火劇《戀愛的發現》。
2019年1月2日TOP MEDIA （页面存档备份，存于）發表官方聲明，已與Eric簽約個人經紀約，正式與神話成員Andy成為同門關係。 

## 影視作品

### 電視劇
- 2003年：MBC《我跑》
- 2004年：MBC《火鳥》飾演 徐正民
- 2005年：MBC《新進社員》飾演 姜虎
- 2006年：MBC《狼》飾演 裴大哲（因Eric拍戲受傷，故第3集後夭折）
- 2006年：SBS《無敵情報員》飾演 崔強
- 2007年：MBC《順其自然》飾演 姜泰洙
- 2008年：KBS《最強七迂》飾演 崔七迂
- 2011年：KBS《間諜明月》飾演 李強吁
- 2014年：KBS《戀愛的發現》飾演 姜泰河
- 2016年：tvN《又，吳海英》飾演 朴道京[5]
- 2020年：Channel A《怪咖！文主廚》飾演 文勝模[6]
- 2020年：MBC《愛我的間諜》飾演 全智勳

### 反轉劇
- 040804 :  夢想寓所 （ERIC、蔡琳）
- 040815：當公主遇見混混（ERIC、韓智慧）
- 040822：那天以后（ERIC、韓智慧）
- 040905：保險庫大盜的愛情（ERIC、韓智慧）
- 040912：愛我的保鏢（ERIC、韓智慧）
- 040919：再次戀情（ERIC、韓智慧）
- 041003：情敵（ERIC、韓智慧）
- 041010：他的雙重生活（ERIC、韓智慧）

### 電影
- 2002年： 緊急措施19號 (긴급조치 19 호)
- 2005年：《甜蜜人生（朝鲜语：달콤한 인생）》（客串）
- 2005年：《六月日記》（又譯：死亡膠囊）

### 寫真
- 2015年：《戀愛的發現PHOTO ESSAY》
- 2015年：《ERIC in HongKong》
- 2016年：《DRAMA PHOTOBOOK ERIC 2》

## 綜藝節目

### 固定綜藝
- 2024：愛奇藝國際版《星光閃耀的少年》導師
- 2012.03.17–2014.01.19：JTBC《神話放送》
- 2016.10.14–2016.12.30：tvN《三時三餐》漁村篇3得糧島
- 2017.08.04–2017.10.20：tvN《三時三餐》漁村篇4得糧島之大海牧場篇
- 2019.04.18–2019.07.04：tvN《在當地吃得開嗎 (第三季)》
- 2019.07.11–2019.09.12:MBC Every1《塞維利亞的理髮師》

## 獎項
| 年份 | 頒獎典禮              | 獎項                       | 作品       | 結果 |
| ---- | --------------------- | -------------------------- | ---------- | ---- |
| 2004 | MBC演技大賞           | 男子新人賞                 | 火鳥       | 獲獎 |
| 2004 | MBC演技大賞           | 人氣賞                     | 火鳥       | 獲獎 |
| 2005 | 第41屆百想藝術大賞    | 男子新人賞 (TV)            | 新進社員   | 獲獎 |
| 2005 | 第41屆百想藝術大賞    | 男子人氣賞 (TV)            | 新進社員   | 獲獎 |
| 2005 | MBC演技大賞           | 最佳男主角賞               | 新進社員   | 獲獎 |
| 2006 | 第42屆百想藝術大賞    | 男子最優秀演技賞(Film)     | 六月日記   | 提名 |
| 2006 | SBS演技大賞           | 男子迷你劇優秀演技賞       | 無敵情報員 | 獲獎 |
| 2006 | SBS演技大賞           | 十大明星賞                 | 無敵情報員 | 獲獎 |
| 2006 | SBS演技大賞           | 殺身成仁賞                 | 無敵情報員 | 獲獎 |
| 2014 | KBS演技大賞           | 男子迷你劇優秀演技賞       | 戀愛的發現 | 獲獎 |
| 2014 | KBS演技大賞           | 網路人氣賞                 | 戀愛的發現 | 獲獎 |
| 2014 | KBS演技大賞           | 最佳CP賞（與鄭有美)        | 戀愛的發現 | 獲獎 |
| 2014 | KBS演技大賞           | 大賞                       | 戀愛的發現 | 提名 |
| 2014 | KBS演技大賞           | 男子最優秀演技賞           | 戀愛的發現 | 提名 |
| 2014 | KBS演技大賞           | 人氣賞                     | 戀愛的發現 | 提名 |
| 2016 | 第5屆APAN Star Awards | 最佳情侶獎（與徐玄振）     | 又，吳海英 | 提名 |
| 2016 | 第5屆APAN Star Awards | 中篇電視劇 男子優秀演技賞  | 又，吳海英 | 提名 |
| 2016 | tvN10 Awards          | Best kiss 2nd （與徐玄振） | 又，吳海英 | 獲獎 |
| 2016 | tvN10 Awards          | Ro-Co King賞               | 又，吳海英 | 獲獎 |
| 2016 | tvN10 Awards          | 男演員賞                   | 又，吳海英 | 提名 |
| 2017 | 第53屆百想藝術大賞    | 電視部門男子人氣賞         | 又，吳海英 | 提名 |

## 外部連結
- ERIC Official Instagram （页面存档备份，存于）
- ERIC Official Twitter （页面存档备份，存于）
- ERIC 個人Instagram （页面存档备份，存于）
- ERIC 個人YouTube （页面存档备份，存于）